# Hoyt Axton
Hoyt Wayne Axton (Duncan, 25 marzo 1938 – Victor, 26 ottobre 1999) è stato un attore, compositore e cantante statunitense, specializzato in musica country.

## Biografia
Il suo successo come cantante, si deve soprattutto agli anni sessanta, periodo in cui si distinse sulla West Coast americana con le sue performance country e folk. Maturò i suoi sforzi come compositore diventando conosciuto in tutto il mondo. Tra i suoi testi ci sono, Joy to the world (cantata anche dai Three Dog Night), The Pusher (primo brano della colonna sonora del film Easy Rider - Libertà e paura) e Greenback Dollar.
Si sposò quattro volte: prima con Mary Sanino, poi dal 1966 al 1973 con la modella Kathryn Roberts; dal 1980 al 1990 con Donna "Bambi" Roberts, e dal 1997 fino alla morte con Deborah Hawkins.
Hoyt Axton morì per un infarto a Victor (Montana) il 26 ottobre 1999, all'età di 61 anni.

## Brani
- I'm a Good Ole Rebel
- Greenback Dollar
- The Pusher
- No No Song
- Never Been To Spain
- Joy to the World
- Snowblind Friend (1971)
- Lightning Bar Blues (1973)
- Sweet Misery (1974)
- The Morning Is Here (1974)
- Boney Fingers (1974)
- Della and the Dealer (1979)
- Hotel Ritz (1979)
- Rusty Ol' Halo (1979)
- Hangnail In My Life (1977)

## Filmografia parziale
- Smoky, regia di George Sherman (1966)
- Black Stallion (1979)
- Cloud Dancer (1980)
- The Junkman (1982) - sé stesso
- American Blue Jeans (1982)
- L'esperimento (1982)
- Il cuore come una ruota (1983)
- Deadline Auto Theft (1983)
- Il mio amico Arnold - serie TV, 1 episodio (1984)
- Gremlins (1984)
- In viaggio verso il Nord - film TV (1987)
- Dixie Lanes (1988)
- La signora in giallo (Murder, She Wrote) - serie TV, episodio 5x05 (1988)
- Crimine disordinato (1989)
- Non siamo angeli (1989)
- Strategia di una vendetta (Buried Alive), regia di Frank Darabont – film TV (1990)
- Harmony Cats (1992)
- Kingfish: A Story of Huey P. Long - film TV (1995)

## Doppiatori italiani
Nelle versioni in italiano delle opere in cui ha recitato, Hoyt Axton è stato doppiato da:
- Sergio Fiorentini in Black Stallion
- Gianni Bonagura in Gremlins
- Aldo Massasso in L'alba di Dallas
- Dario De Grassi in La signora in giallo
- Renato Mori in Non siamo angeli
- Carlo Bonomi in Strategia di una vendetta